# Особливий вердикт (Сімак)
Особливий вердикт (англ. Special Deliverance) — науково-фантастичний роман Кліффорда Сімака, вперше опублікований 1982 року.

## Зміст
Професору Едварду Лансінгу було повідомлено, що в студентському гуртожитку стоїть ігровий автомат, що виконує бажання. І в результаті його цікавості, він опиняється в таверні у невідомому світі з пригорщами виграних монет. Господар таверни повідомляє, що він є одним із 6 осіб, що складають команду, яка має вирушити по маршруту і розгадувати квест. 
Його монети, це стандартна сума яку отримує команда на закупівлю провізії та спорядження. Такі команди періодично формуються з прибульців і всі йдуть виконувати завдання.
Також в таверні перебуває команда картярів, які ні з ким не спілкуються.
У членів своєї команди, серед яких військовий, священник, двоє жінок та робот, він дізнається що всі вони з паралельних Земель, історія яких в деякі моменти почала відхилятись одна від одної.
По дорозі їм зустрічається куб розміром 15м, і коли робот намагався приблизитись до нього, то пастка пошкодила його ногу.
Лансінг надав роботу допомогу і команда вирушила далі в спорожніле місто, де священник та військовий покидають команду пройшовши через односторонні портали в інші світи.
Команда прямує з міста по дорозі на північ і зупиняється в наступній таверні. Там до них приєднуються двоє гравців з попередньої команди.
Команда далі прямує на захід і зустрічає співаючу башню. Одна з двох жінок, Сандра впадає в транс і Мері залишається доглядати за нею.
Всі інші вирішують розійтись на розвідку в різні боки: Лансінг з роботом йдуть на північ, а нові члени команди на захід.
На півночі робота поглинає торнадо Хаосу, а Лансінга, який поліз його рятувати, самого рятують картярі.
Він повертається, але знаходить тільки труп Сандри.
Лансінг заходить знову в таверну і господарка таверни повідомляє, що Мері була тут і залишила записку, але вона загубилась.
Біля башні Лансінг зустрічає пару з розвідки із заходу. Вони повернулись, бо не знайшли там нічого.
Всі вирішують зійти з дороги і напрямці повернутись в місто.
В лісі вони знаходять примітивне поселення гравців попередніх команд, які зневірились у пошуках.
Лансінг повертається в місто сам, залишає записку для Мері, і продовжує її пошуки, направляючись до куба і до першої таверни.
Він знову закупляється продуктами і направляється до куба, де зустрічає Мері.
Разом вони розгадують загадку і потрапляють всередину куба.
Там їх зустрічають картярі і розповідають, щ всі паралельні Землі в майбутньому очікує катастрофа, і вони відбирають тих хто створить нове суспільство після неї.
Всіх претендентів із вадами вони відфільтровують цим квестом.